# 정지뜰
정지뜰(艇址-)은 강원특별자치도 원주시의 지명이다. 법정동으로는 학성동에 행정동으로는 중앙동에 속한다. 중앙선 원주역과 대한민국 1군지사로 시내와 막혀 아직까지도 개발이 되지 않고 있다. 그러나 1군지사가 만종역이 있는 호저면 만종리로 이전하고 중앙선 원주역을 비롯한 원주 시내 구간이 철거될 예정이라 개발이 추진되고 있다. 정지뜰에서는 조선시대 강원도청에 해당되는 강원감영에 향토요리로 정지뜰고추장을 만들어 바쳤는데 임금의 수라상에도 오르기도 했다.

## 정지뜰고추장
정지뜰 고추장은 정지뜰 지역에서 만든 향토요리이다. 찹쌀가루로 떡을 빚은 후 고춧가루, 메주가루, 엿기름가루, 소금을 넣고 섞은 뒤 발효시켜서 만들었다.